# Carl de la Sablière
Carl de la Sablière   (Ergué-Armel / An Erge-Vihan, 26 d'abril de 1895 - Gouesnac'h, 29 d'octubre de 1979) va ser un regatista francès que va competir durant la dècada de 1920.
El 1928 va prendre part en els Jocs Olímpics d'Amsterdam, on va guanyar la medalla d'or en la regata de 8 metres del programa de vela, a bord de l'Aile VI, junt a Donatien Bouché, André Derrien, Virginie Hériot, André Lesauvage i Jean Lesieur.